# Робер де Сорбон

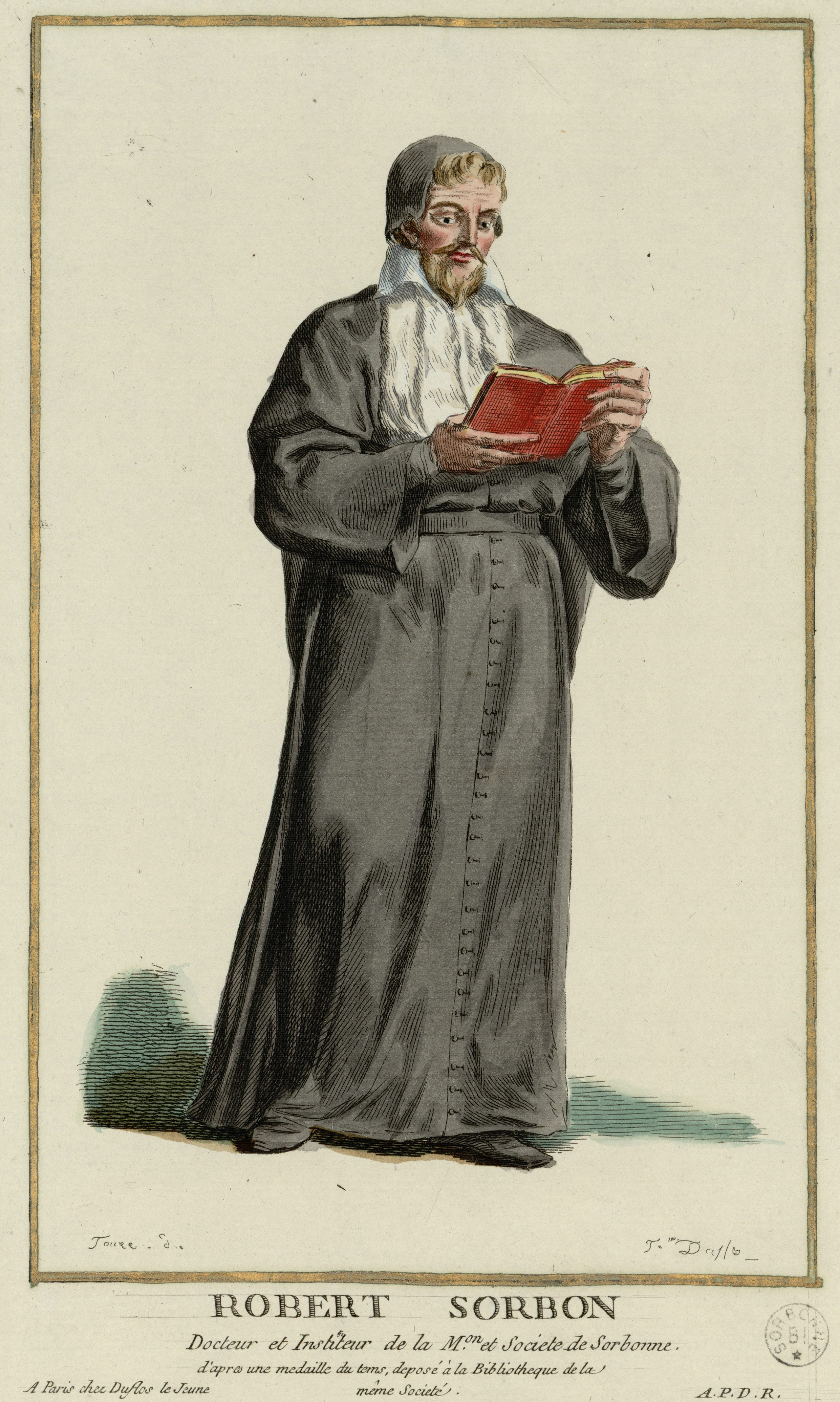
Робер де Сорбон

Робер де Сорбон (фр. Robert de Sorbon; 9 октября 1201, Сорбон — 15 августа 1274, Париж) — французский теолог, духовник Людовика IX, основатель коллежа в Париже, так называемого Сорбоннского дома (фр. Maison de Sorbonne), который стал впоследствии центром, вокруг которого сложился старейший и крупнейший французский университет.

## Биография
Робер родился в бедной семье в Сорбоне, на территории нынешнего департамента Арденны. Вступив на путь священнослужителя, он отправился учиться в Реймс и Париж. Был известен своим благочестием и красноречием, чем и снискал покровительство графа д’Артуа и короля Франции Людовика IX Святого. Около 1250 года Робер стал каноником в Камбре, после чего получил место каноника и духовника короля в Париже (1258).
Первые ученики появились у Робера около 1253 года, а в 1257 году он основал Сорбоннский дом (Maison de Sorbonne), коллеж в Париже (Коллеж Сорбонна), изначальное предназначение которого сводилось к тому, чтобы обучать богословию два десятка бедных студентов. Коллеж финансировал король Людовик. В 1259 году было получено благословение Папы Римского. Колледж Робера де Сорбона стал одним из центров, вокруг которых сложился Парижский университет. Хотя он не был первым коллежем, основанным в Париже (начало было положено ещё в XII столетии), теологический факультет и сам университет в целом впоследствии стали известны под именем Сорбонны. Библиотека колледжа Сорбонна была основана около 1260 года в Париже Робертом де Сорбоном при поддержке короля. Это была одна из самых важных коллекций книг, известных в Средние века, более 1000 томов (конец XIII века). Она сыграла важную роль в процессе распространения и проверки знаний. Де Сорбон исполнял обязанности канцлера университета, преподавал и проповедовал в коллеже досвоей смерти в 1274 году.